# Antonio Lafreri

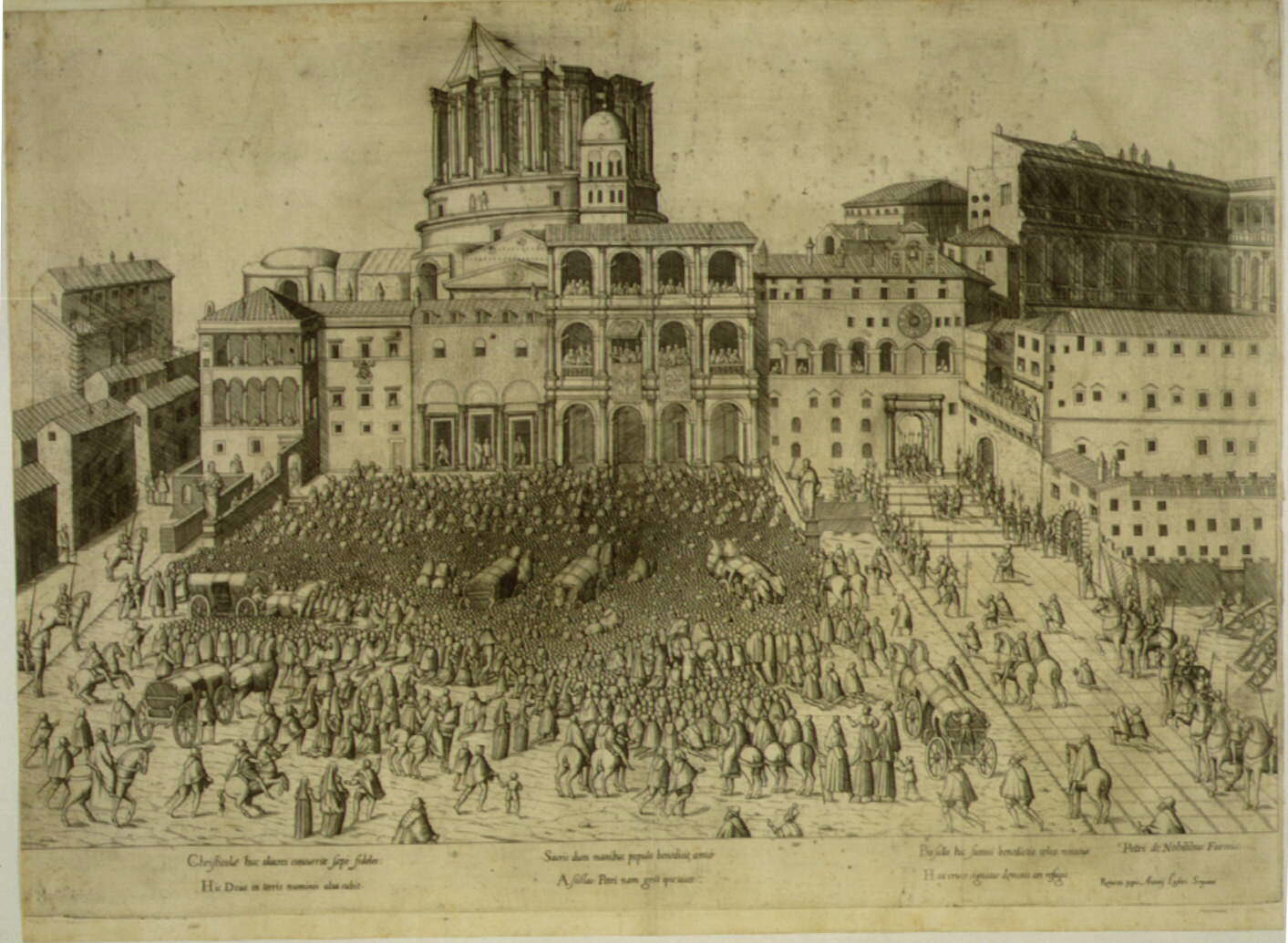
Bendición papal (1555), estampa impresa por Antonio Lafreri, con una vista de los palacios papales y la inacabada Basílica de San Pedro.

Antonio Lafréry o Lafreri (Besanzón, 1512-Roma, 1577) fue un impresor y grabador francés establecido en Roma.

## Biografía
Llegado a Roma hacia 1540, Lafreri se especializó en la edición de estampas con mapas y vistas de los principales monumentos antiguos y modernos de Roma, destinados a fomentar el conocimiento de la antigüedad clásica y a enaltecer a la ciudad papal. En esta empresa se asoció con Antonio de Salamanca (1479-1562), con quien publicó en 1556 la Historia de la composición del cuerpo humano de Juan Valverde de Amusco, ilustrada con grabados de Nicolas Béatrizet.
Antonio Lafreri parece haber sido el primer impresor en reunir un conjunto de mapas en un volumen encuadernado con portada y título común, reuniendo los mapas que él mismo había publicado entre 1540 y 1572 junto con los de otros muchos autores y editores, entre ellos los editados por Antonio de Salamanca y los del cartógrafo veneciano Giacomo Gastaldi. Dado que el grabado de portada, atribuido a Étienne Dupérac, mostraba al titán Atlas sosteniendo la bola del mundo, se hizo común a partir de entonces el empleo del término atlas para denominar a estas colecciones cartográficas. En realidad, tratándose de colecciones de estampas sueltas compiladas probablemente por encargo, no existen dos Atlas de Lafreri idénticos. El ejemplar de la Universidad de Helsinki, considerado tipo, reúne mapas de 1550 a 1572 como fechas límite, pero otros ejemplares incorporan mapas de fechas anteriores y posteriores, así el de la Real Biblioteca de Madrid, cuyo mapa más antiguo es de 1532.
Del mismo modo, sus vistas de la ciudad de Roma, muy apreciadas por los viajeros que visitaban la ciudad, reunidas en colecciones de contenido diverso, según los gustos y posibilidades de los propios coleccionistas, comenzaron a emplear hacia 1573 una portada con título común: Speculum Romanae Magnificentiae.